# Крепен (Север)
Крепен (фр. Crespin) насеље је и општина у североисточној Француској у региону Север-Па д Кале, у департману Север која припада префектури Валансјен.
По подацима из 2011. године у општини је живело 4513 становника, а густина насељености је износила 454,02 становника/km². Општина се простире на површини од 9,94 km². Налази се на средњој надморској висини од 25 метара (максималној 32 m, а минималној 16 m).

## Демографија
| 1962. | 1968. | 1975. | 1982. | 1990. | 1999. | 2011. |
| ----- | ----- | ----- | ----- | ----- | ----- | ----- |
| 5.004 | 5.033 | 5.320 | 4.910 | 4.553 | 4.410 | 4.513 |

График промене броја становника у току последњих година